# Mukaffir
Mukaffir – w islamie czyn, w wyniku którego muzułmanin zostaje niewiernym.
Niektóre odłamy wczesnego charydżyzmu uznawały, że każdy grzesznik w wyniku grzechu staje się niewierny i niepotrzebne jest w tym celu potwierdzenie ze strony wspólnoty. Dla sunnitów i większości szyitów nawet najcięższy grzech niekoniecznie musi być mukaffirem. Jedynie wyrzeczenie się wiary (ridda) lub bardzo poważny błąd doktrynalny są z nim tożsame i umożliwiają uznanie za niewiernego (takfir). W innych przypadkach sprawa przed sądem może być dość skomplikowana i niejednoznaczna.
Aby mukaffir skutkował takfirem potrzebne jest spełnienie określonych warunków:
1. dowód mutaffiru
2. świadomość mutaffiru u osoby dopuszczającej się go lub celowa ignorancja (brak zainteresowania co jest grzechem, a co nim nie jest)